# 美國公共衛生局
美国公共卫生局（英語：United States Public Health Service）於1798年建立，當美国卫生、教育及福利部在1979年分拆为卫生公共服务部、教育部兩部門后，該機構成为美国卫服部的主要機構。它的主管医务总监(Surgeon General)办公室建立于1871年。公卫局由卫生及公共服务部所有机构和公共卫生服务军官团构成。卫生助理部长负责管理公卫局和公共卫生服务军官团。

## 属下部门
- 卫生保健研究与质量局
- 毒物和疾病登记局
- 疾病控制和预防中心
- 美国食品药品监督管理局
- 卫生资源及服务管理局
- 印第安人卫生服务
- 国家卫生研究院
- 物质滥用和精神健康服务管理局

## 美国公共卫生服务军官团
美国公共卫生服务军官团任命超过6,000名公共卫生专业人士以宣传公共卫生疾病预防计划和提升公共卫生科学。公共卫生服务军官经常在前线对抗恶劣卫生环境和打击疾病。
作为美国七支制服部队之一，公共卫生服务军官在美国联邦政府的公共卫生部门和项目中担任领导和服务的角色。公共卫生服务军官团包含不同专业的人员，包括环境及职业健康、药物、护理学、牙科、药剂、心理学、社会工作、医务管理、卫生记录管理、营养学、工程、科学、兽医、资讯科技和其他卫生相关专业。
公共卫生服务军官穿着具有特别公共卫生服务徽章，近似美国海军和美国海岸防卫队的制服。公共卫生服务军官团使用与美国海军、美国海岸警卫队和美国海洋大气管理局军官团一样的军官阶级，由少尉（Ensign，美军薪酬阶级O-1）到四星上将（Admiral，美军薪酬阶级O-10）。

### 使命
公共卫生服务军官团的使命是保护、推广和促进美国的健康和安全。为达到这使命，公共卫生服务军官团快速并有效地回应公共卫生需要，并促进公共卫生科学。

## 历史
公共卫生局的由来能追溯到1798年第五届美国国会的《缓解患病和受伤海员法案》。这法案创立了海事医院以应对患病水手。海事医院最初沿着美国东岸所设立，位于主要港口城市，以波士顿为起初，其后再在巴尔的摩设立。
在法案通过时，美国东岸是唯一有港口的海岸。随着美国边界扩张，其他海岸亦设立了港口，海事医院亦跟随扩张。在1830至1840年代，海事医院亦建立在内陆水道，包括五大湖和墨西哥湾。在取得俄勒冈地区（1846年）和加利福尼亚（1848年）后，这些医院亦在1850年代设立于美国西岸。
这些医院的资金来自所有水手1%薪金的固定税金。
在1870年的重组，松散的海事医院网络转化成由中央控制的美國海事醫務署（海醫署），并在华盛顿特区设置总部。醫務總監(Surgeon General)一职创立以监管这服务，1871年，约翰·梅纳德·伍德沃思（1837-1879年）为第一代總監。他很快的把这系统改革，并为他的医疗团队采取军事化管理，要求他的下属穿上制服和对求职者实施考核。伍德沃思创造了一支快速且专业的医疗团队，随需要而指派到不同海事医院。军官团在1889年由格罗弗·克利夫兰总统立法建立。虽然最初只开放給医生申请，经过19世纪，军官团已开放給兽医、牙医、医生助理、工程师、药剂师、护士、环境健康专家、科学家， 以及其他专业人士。这机构就是现在的公共卫生服务军官团。
海事医院服务的活动也开始扩张，在19世纪末超越为水手提供护理服务，开始控制传染病。在十四世纪中开始，如果船上有船员染病，船只进入港口时就要進行隔离。这是美国港口的正常程序，但这本是各州的职责，而非联邦政府负责。1878年的「国家隔离检疫法案」把隔离检疫的权利赋予海醫署和国家健康委员会。 委员会并未在1883年再获美国国会授权，其权力由海醫署所接收。在下半世纪，海醫署务逐步接管各州的检疫隔离职责。
随着入境人数在19世纪后期急速上升，联邦政府在1891年取代各州政府处理出入境程序。海事医院服务被指派处理新入境人士的医学检查，在不同地点，例如紐約港的埃利斯岛，公共卫生服务军官团担当起预防疾病传入美国的重要职责。
由于这服务的职能逐步扩张，这服务在1902年改名为「公共卫生及海事医院服务」。随着該機構服务对象逐渐从水手转为平民百姓，加上旧有的海事医院逐步关闭，在1912年更名為公衛局（PHS）。在20世纪，在公共卫生服务军官团带领下，公卫局继续扩张公共卫生活动。公共卫生服务军官通过控制了天花和黄热病等传染性疾病的传播、进行重要的生物医学研究、管制食物和药物的供应、为贫穷人士提供护理、在灾难后提供医疗援助和其他途径以服务国家。
时至今日，公共卫生服务军官团的使命为「保护，推广和推进国家的健康和安全」。

## 塔斯基吉梅毒試驗
1932年，公衛局的性病部門和阿拉巴马州塔斯基吉的塔斯基吉大学开始一项研究以记录梅毒的自然历史，希望能觀測在黑人身上的梅毒自然發病過程。这被称为「未经治疗的梅毒对黑人影响的塔斯基吉研究」。
这研究一开始时包含600名黑人男性——399名梅毒末期患者與201名非感染者。这研究并未得到病人的同意。研究员告知实验对象他们将得到针对「坏血」（bad blood）的治疗。「坏血」是一个本地用语，用于描述数种疾病，包括梅毒、贫血和疲劳。实际上，他们并未得到治疗他们所患疾病所需的治疗。实验对象得到免费的医学检查、免费食物和下葬保证以换取他们的長期参与。虽然研究最初预计需持续六个月，但最终研究实行了四十年。1942年，發現了能用於治療梅毒的抗生素藥物──青黴素（盤尼西林）然而，研究持續進行著，实验对象亦未得到治疗。因此，这研究被称为「在美国史上受争议最『不著名』的生物医学研究」。

### 危地马拉梅毒研究
一名曾参与1932-1972年塔斯基吉研究的公卫医生，约翰·查尔斯·卡特勒，是美国政府在中美洲危地马拉共和国执行的危地马拉梅毒试验的负责人。在1946至1948年间，危地马拉的犯人、士兵、孤儿和其他实验对象被刻意感染梅毒和其他性传播疾病， 以从科学角度研究性病。这是一个由位于马里兰州贝塞斯达的美国国立卫生研究院资助的项目。
美国国务卿希拉里·克林顿在2010年向危地马拉共和国就这项研究道歉。

## 1999年起的紧急响应
公共卫生服务军官团的紧急回应部队由医务总监(Surgeon General)办公室所管理。他们被训练和装备以应对公共卫生危机和国家紧急状况，例如自然灾难、疾病暴发或恐怖袭击。这些多重专业部队有能力应付国内和国际人道任务。过去公共卫生服务军官团曾经应付不少紧急状况，包括：
- 1999年 - 新泽西州迪克斯堡
- 2001年 - 911袭击
- 2001年 - 2001年美国炭疽袭击
- 2004年 - 2004年印度洋地震
- 2005年 - 卡特里娜飓风
- 2005年 - 丽塔飓风
- 2006年 - 2006年夏威夷地震
- 2007年 - 巴拿马毒糖浆
- 2008年 - 古斯塔夫飓风
- 2008年 - 艾克飓风
- 2009年 - 2009年萨摩亚地震
- 2010年 - 2010年海地地震
- 2010年 - 墨西哥湾漏油事故
- 2011年 - 2011年东日本大地震
- 2012年 - 桑迪飓风 - 纽约和新泽西沿海地区
- 2013年 - 中美洲无人陪伴儿童
- 2014年 - 西非埃博拉病毒疫情 - 在蒙罗维亚哈贝尔设立护理人员用的埃博拉野战医院